# 폴리스 스토리 4: 간단임무
《폴리스 스토리 4: 간단임무》(영어: Police Story 4:First Strike)는 1996년 골든 하베스트가 제작한 청룽(성룡) 주연의 홍콩, 미국 합작 액션 영화이다. 이 영화는 이전의 폴리스 스토리 시리즈와는 달리 주인공인 진가구의 영어 이름이 'Kevin'에서 'Jackie'로 변경되었다. 대한민국에서는 1996년 2월 17일에 개봉되었다.

## 줄거리
미국 CIA의 한 요원이 홍콩 근처에서 의문사를 당하고, 그가 갖고 있던 핵탄두도 행방불명되어 결국 우크라이나에서 밀거래되자 CIA는 홍콩 경찰과 합작하여 홍콩의 슈퍼캅인 재키(진가구, 청룽 분)를 불러서 용의자 중 하나인 나타샤를 48시간 동안 감시하라는 임무를 내린다. 재키의 상관인 표숙(동표 분)은 간단한 임무가 될 것이라 말하지만 재키는 임무를 수행하면서 배후의 세력을 의심하게 된다. 결국 용의자이자 전 CIA 요원인 서걸(Jackson Tsui)을 찾게 되고 재키를 향해 총격이 가해지자 재키는 우라늄 코드가 든 가방을 들고 대피를 감행한다. 그러나 실패하여 거의 죽을 뻔하고, 러시아 병원으로 옮겨진 재키는 FSB(러시아 연방보안국)의 공조 수사 요청을 받아들이는데...

## 배역
- 성룡 - 재키
- 오진군 - 애니
- 누학현 - 서걸
- 유리 페트로프 - 그레고르 예고로프
- 동표 - 국장
- 설춘위 - 앨런
- 논나 그리샤예바 - 나타샤 렉신스카야

## 한국판 성우진(SBS) (1998년 9월 11일)
- 김일 - 재키(성룡)
- 황원 - 국장(동표)
- 이현선 - 애니(오진군)
- 문관일 - 앨런(설춘위)
- 온영삼 - 예고로프(유리 페트로프)
- 김태웅 - 서걸(루학현)
- 배정미 - 나타샤(논나 그리샤예바)
- 탁원제 - 서걸와 애니의 아버지(우청람)
- 순동운 - 예고로프의 부하(벤 아서)
- 조경모 - 관광 가이드(엽채남)
- 이병식 - 방송 앵커(게리 윌킨슨)
- 이승환 - 예고로프의 부하(네이단 존스)
- 박상훈 - CIA 요원(임의만)
- 송덕희 - 외국인(라이샤 다닐로바)
- 김수중 - 수사관(존 이브스)
- 주유랑 - 외국인(리리사 에료민마)
- 변종필 - 예고로프의 부하(메튜 키닌몬스)

## 흥행 기록
'폴리스 스토리 4/간단임무'는 홍콩에서 개봉 기간 동안 57,518,794 홍콩 달러를 벌어들이는 엄청난 성공을 거두었다. 이 기록은 지금도 청룽(성룡) 영화 사상 최고의 홍콩 흥행 기록으로 남아 있다. 이 영화는 1997년 1월 10일에 북미의 1,344개 상영관에서 개봉되었는데, 개봉 첫 주말에 $5,778,933(상영관 당 $4,299)를 벌어들였다. 북미 흥행 총 수입은 $15,318,863이었다.